# Johan Berndtsson
Lars Johan Berndtsson, född 16 augusti 1973, är en svensk metodexpert och entreprenör inom IT- och systemutvecklingsområdet. Han är en av skaparna av metoden Effektstyrning (Impact Mapping på engelska) och är bland annat medförfattare till artikeln "From Business to Buttons" som var den första beskrivningen av metoden. 2002 skrev Johan boken "Användbarhet i praktiken" (Studentlitteratur) tillsammans med Ingrid Domingues. Boken var en av de första svenska böckerna inom området användbarhet. Samma år var han också med och grundade företaget inUse, som de sedan sålde 2017.